# Limes

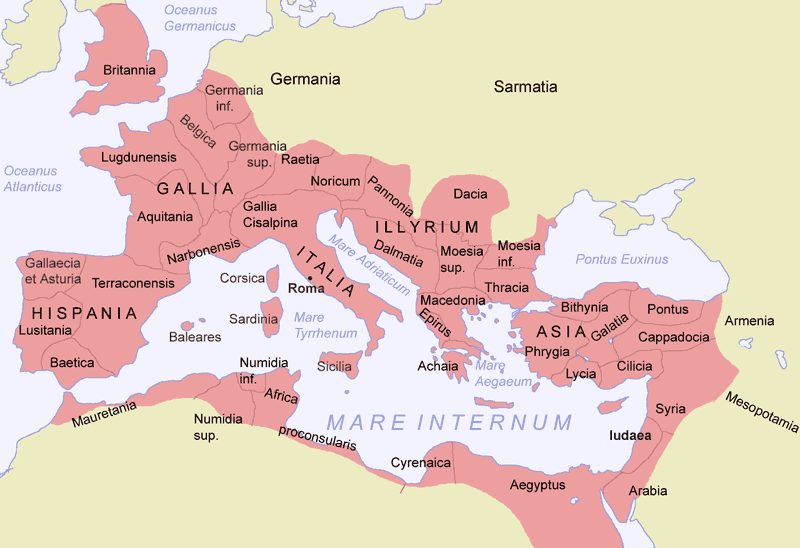
Romerska imperiet gränser och försvarslinjer.

Limes var Romarrikets försvars- och avgränsningssystem. Systemet markerade Romarrikets yttre gränser.
Latinska ordet limes hade ett antal olika betydelser: en gång eller ett hinder som avgränsade ett jordbruksfält, en gränslinje eller markering, en väg eller gång, kanal eller något annat avgränsat. I latin är pluralformen limites.
Ordet limes kom därför att användas av latinska skribenter för att notera en utmärkt eller befäst gräns. Denna senare mening har sedan anpassats och utvidgats av moderna historiker inom det som berör Romarrikets gränser, exempelvis Hadrianus mur i norra England, ibland betecknad Limes Britannicus eller Romerska provinsen Arabias gränser mot öknen som kallas Limes Arabicus.
Så långt den traditionella definitionen och användningen av termen. Det är numera allmänt accepterat att "limes" inte är en term som används av Romarna för imperiets alla gränser, befästa eller inte. Detta är en modern, anakronistisk tolkning. Termen blev vanlig efter 100-talet då den betecknade ett militärt distrikt under ledning av en "dux limitis" 

## Någralimes
Romarrikets Limes representerade imperiets gränser vid dess största utbredning på 100-talet e.Kr. Den sträckte sig över 5 000 km från Atlantkusten i norra Storbritannien, genom Europa ner till Svarta havet och därifrån till Röda havet genom Nordafrika tillbaka till Atlantkusten. Resterna av Limes består idag av spår efter byggda murar, diken, fort, fästningar och civila bosättningar. Vid vissa element av gränslinjen har man genomfört arkeologiska utgrävningar, några är rekonstruerade och en del förstörda. Två sektioner av Limes i Tyskland täcker en längd av 550 km från nordvästra delen av landet till Donau i sydost. Den 118 km långa Hadrianus mur uppfördes på order av den romerska kejsaren Hadrianus år 122 e.Kr vid den nordligaste gränsen i Romerska provinsen Britannia. Det är ett slående exempel på organisationen av en militär zon och illustrerar Romarrikets försvarstekniker och geopolitiska strategier. Antoninus mur, en 60 km lång befästning i Skottland, påbörjades av kejsar Antonius Pius år 142 e.Kr som ett försvar mot "barbarerna" i norr. Den är den nordvästligaste delen av Romarrikets limes.
De mest betydande exemplen av Romarrikets limes är:
- Hadrianus mur – Limes Britannicus
- Antoninus mur – i Skottland
- Limes Germanicus, limes i övre Germanien och Raetien
- Limes Arabicus, Arabia petraeas gräns mot öknen
- Limes Tripolitanus, gränsen i dagens Libyen mot Sahara
- Trajanus mur, gränsen i Moesia Inferior (idag i Bessarabien och Dobrudja)
- Limes Alutanus, Dacias östra gräns
- Limes Transalutanus, gränsen i de nedre delarna av Donau
- Limes Moesiae, gränsen i östra delarna av dagens Rumänien och Moldavien

En medeltida limes är Limes Saxoniae i Holstein.

## Romarrikets yttre gränser - ett världsarv
1987 upptogs Hadrianus mur i Storbritannien på Unescos världsarvslista och 2005 utökades världsarvet med Romarrikets Övre Tysk-Rätiska gränsmur i Tyskland.